# Mezihoří (Horka)
Mezihoří je malá vesnice a část obce Horka v okrese Chrudim. Nachází se asi 1,5 kilometru jižně od Horky. Mezihoří leží v katastrálním území Horka u Chrudimi o výměře 7,92 km².

## Historie
První písemná zmínka o vesnici pochází z roku 1720.